# ALL/2
『ALL/2』（にぶんのオール）は、2006年9月13日にavex traxから発売されたAAAの2枚目のミニアルバム。

## 解説
- 前作「ATTACK」から約1年ぶりの発売となる。
- 通常盤(CD)・初回限定盤(CD+DVD)の2形態でリリース。
- 8thシングル『ソウルエッジボーイ/キモノジェットガール』は未収録となっている。
- デビュー1周年記念4タイトル連続リリースのうちの一つである。8月30日リリースのシングル『Let it beat!』・9月6日リリースのシングル『"Q"』・9月13日リリースのライブDVD『2nd ATTACK at Zepp Tokyo on 29th of June 2006』の3タイトルと本作を購入するとデビュー1周年記念の連動応募が可能になる。特賞はメンバー着用アクセサリーを手渡しでプレゼント。副賞はAAAオリジナルCDスタンド。
- 歌詞カードの最初と最後のページをつなげると1枚の絵になる。
- 発売日の9月13日にはデビュー1周年を記念したフリーライブが日本武道館で行われた。
- AAAとしてオリコンウィークリーチャートで当時のアルバム最高位となる週間12位を獲得した。
- このミニ・アルバムを引っ提げて「AAA 1st Anniversary Live -3rd ATTACK 060913- at 日本武道館」を行った。

## 収録曲
CD
1. ハリケーン・リリ、ボストン・マリ（Original Long version) (6:20)
7thシングル。シングル版には収録されていなかった幻の4番も収録されている。
2. Let it beat! (4:44)
9thシングル。当時までのシングルでの自己最高位を記録した曲。
3. ハレルヤ (3:57)
5thシングル。ドラマ「ガチバカ!」の主題歌。
4. "Q" (4:16)
10thシングル。「第26回全国高等学校クイズ選手権」応援ソング
5. Shalala キボウの歌 (4:10)
6thシングル。
6. 夢ノカケラ (5:01)
（作詞：井上勝人　作曲：橘井健一　編曲：清水信之）
新録曲。

DVD
1. 夢ノカケラ [Music Clip]
2. AAA History [Off Shot Movie Selection]
3. 夢ノカケラ [Off Shot Movie]